# 후이텡봉
후이텡봉(몽골어: Хүйтэн оргил mn; 직역: '차가운 봉우리'), 중화인민공화국에서는 우의봉(중국어: 友谊峰, 병음: Yǒuyí Fēng)으로도 알려져 있으며, 알타이 산맥의 산봉우리이다. 중화인민공화국과 몽골 사이의 국제 국경은 그 정상 지점을 가로지르며, 4,356 미터 (14,291 ft) 높이로 알타이 산맥의 최고점이며 몽골과 서중국의 아러타이 지구에서 모두 가장 높다. 이 봉우리는 일년 내내 눈으로 덮여 있다.
과거에 후이텡봉은 몽골에서도 공식적으로 "우의봉" (몽골어: Найрамдал уул, mn)으로 알려져 있었다.
후이텡봉은 타반보그드산 산괴의 다섯 봉우리 중 하나이다. 그로부터 북쪽으로 약 2.5km 떨어진 또 다른 봉우리는 러시아, 몽골, 중화인민공화국 사이의 삼합점을 표시한다. 이 봉우리의 이름은 국제 협정과 지도에 타반보그드봉 (러시아어: Таван-Богдо-Ула, Tavan-Bogdo-Ula; 몽골어: Таван богд уул, Tabhan bogd uul) 또는 쿠이툰산 (중국어 간체자: 奎屯山, 병음: Kuítún shān)으로 표기되어 있다.
그러나 일부 자료에서는 나이람달봉 (우의봉)이라는 이름을 삼합점 봉우리와 연관시킨다.
후이텡봉의 첫 등반은 1963년 몽골 정부의 지원을 받은 몽골 산악인들에 의해 이루어졌다.

## 같이 보기
- 알타이산맥의 산 목록
- 중앙아시아의 울트라 봉우리 목록
- 몽골의 산 목록
- 중화인민공화국의 산 목록
- 나이람달봉 (우의봉)
- 말친봉

## Bibliography
- Chistyakov, K. V.; Ganiushkin, D. A. (2015), 〈Glaciation and Thermokarst Phenomena and Natural Disasters in the Mountains of North-West Inner Asia〉,   Culshaw, Martin; Osipov, Victor; Booth, S.J.;  외., 《Environmental Security of the European Cross-Border Energy Supply Infrastructure NATO Science for Peace and Security Series C: Environmental Security》, Springer, 207–218쪽, ISBN 978-9401795388
- Krumwiede, Brandon S.; Kamp, Ulrich; Leonard, Gregory J.; Kargel, Jeffrey S.; Dashtseren, Avirmed; Walther, Michael (2014), 〈Recent Glacier Changes in the Mongolian Altai Mountains: Case Studies from Munkh Khairkhan and Tavan Bogd〉,   Kargel, Jeffrey Stuart, 《Global Land Ice Measurements from Space》, Springer-Praxis series in geophysics, Springer, 481–509쪽, ISBN 978-3540798187